# Блок (периодни систем)
Блок периодног система елемената је сет суседних група. Верује се да је прва особа која је употребила овај термин Шарл Жане. Одговарајући електрони са највише енергије за сваки елемент појединог блока имају исти тип атомске орбитале. Сваки блок се именује према својој карактеристичној орбитали; тако постоје следећи блокови:
- блок
- блок
- блок
- блок
- блок (хипотетички)

Имена блокова (s, p, d, f и g) изведена су из спектроскопског именовања припадајућих атомских орбитала: sharp (оштра), principal (главна), diffuse (дифузна) и fundamental (темељна), а затим g долази после f по абецедном редоследу.
Редослед попуњавања орбитала „подљуски”, према Ауфбауевом принципу, даје линеарни низ „блокова” (како се атомски број повећава) у периодном систему:
Енергије блокова се на овај начин природно распоређују у сложеним атомима захваљујући правилима по којим се стварају атомске орбитале односно добија електронска конфигурација.
„Периодична” природа попуњавања орбитала као и настанак s, p, d и f „блокова” постају јаснији ако се редослед попуњавања дадне у облику матрице, тако да пораст у главном квантном броју започиње нове редове („периоде”) матрице. Тада се свака подљуска (састављена из прва два квантна броја) понавља онолико пута колико је потребно за сваки пар електрона које може да садржи. Резултат је збијени периодни систем у коме свако поље представља два узастопна елемента:
| 1s 2s 2p 2p 2p 3s 3p 3p 3p 4s 3d 3d 3d 3d 3d 4p 4p 4p 5s 4d 4d 4d 4d 4d 5p 5p 5p 6s 4f 4f 4f 4f 4f 4f 4f 5d 5d 5d 5d 5d 6p 6p 6p 7s 5f 5f 5f 5f 5f 5f 5f 6d 6d 6d 6d 6d 7p 7p 7p |

## Периодни систем
Постоји приближно поклапање између начина именовања блокова (на основу електронске конфигурације) и груписања елемената периодног система (на основу хемијских својстава). Елементи блока и блока заједно се често називају елементима главне групе, блок обухвата прелазне метале, а у блоку су смештени лантаноиди и актиноиди. Међутим, не слажу се сви са оваквим идеалистичким разврставањем сетова елемената по блоковима; тако на пример, у 12. групи елементи цинк, кадмијум и жива према неким научницима треба да се сврстају у елементе главне групе а према другима у прелазне метале, пошто су хемијски и физички сличнији елементима блока него остали елементи блока. Исто тако, елементи 3. групе и блок понекад се такође сматрају елементима главне групе због својих сличности са елементима блока. Групе (колоне) блока (између 2. и 3. групе) нису нумерисане.
Хелијум је обојен различито од елемената блока који га окружују зато што се налази у блоку, а само су му спољашњи (и једини) електрони у атомској орбитали 1s, мада су му хемијска својства више налик на она племенитих гасова блока због пуне љуске. Поред блокова приказаних у овом систему, постоји и хипотетички блок који овде није представљен. Елементи блока могу да се виде у проширеном периодном систему. Такође, лантан и актинијум су распоређени испод скандијума и итријума да би се истакао њихов статус елемената блока (иако неки тврде да би лутецијум и лоренцијум уместо лантана и актинијума требало да се нађу испод скандијума и итријума); разлог је то што немају електрона у [редом] 4f и 5f орбитали, док лутецијум и лоренцијум имају.
| Блокови у периодном систему | Блокови у периодном систему | Блокови у периодном систему | Блокови у периодном систему | Блокови у периодном систему                   | Блокови у периодном систему | Блокови у периодном систему | Блокови у периодном систему | Блокови у периодном систему | Блокови у периодном систему | Блокови у периодном систему | Блокови у периодном систему | Блокови у периодном систему | Блокови у периодном систему | Блокови у периодном систему | Блокови у периодном систему | Блокови у периодном систему | Блокови у периодном систему | Блокови у периодном систему | Блокови у периодном систему |
| Група → | 1                           | 2                           | 3                           |                                               | 4                           | 5                           | 6                           | 7                           | 8                           | 9                           | 10                          | 11                          | 12                          | 13                          | 14                          | 15                          | 16                          | 17                          | 18                          |
| ↓ Периода | ↓ Периода                   | ↓ Периода                   |                             |                                               |                             |                             |                             |                             |                             |                             |                             |                             |                             |                             |                             |                             |                             |                             |                             |
| --- | --------------------------- | --------------------------- | --------------------------- | --------------------------------------------- | --------------------------- | --------------------------- | --------------------------- | --------------------------- | --------------------------- | --------------------------- | --------------------------- | --------------------------- | --------------------------- | --------------------------- | --------------------------- | --------------------------- | --------------------------- | --------------------------- | --------------------------- |
| 1 | 1 H                         |                             |                             |                                               |                             |                             |                             |                             |                             |                             |                             |                             |                             |                             |                             |                             |                             |                             | 2 He                        |
| 2 | 3 Li                        | 4 Be                        |                             |                                               |                             |                             |                             |                             |                             |                             |                             |                             |                             | 5 B                         | 6 C                         | 7 N                         | 8 O                         | 9 F                         | 10 Ne                       |
| 3 | 11 Na                       | 12 Mg                       |                             |                                               |                             |                             |                             |                             |                             |                             |                             |                             |                             | 13 Al                       | 14 Si                       | 15 P                        | 16 S                        | 17 Cl                       | 18 Ar                       |
| 4 | 19 K                        | 20 Ca                       | 21 Sc                       |                                               | 22 Ti                       | 23 V                        | 24 Cr                       | 25 Mn                       | 26 Fe                       | 27 Co                       | 28 Ni                       | 29 Cu                       | 30 Zn                       | 31 Ga                       | 32 Ge                       | 33 As                       | 34 Se                       | 35 Br                       | 36 Kr                       |
| 5 | 37 Rb                       | 38 Sr                       | 39 Y                        |                                               | 40 Zr                       | 41 Nb                       | 42 Mo                       | 43 Tc                       | 44 Ru                       | 45 Rh                       | 46 Pd                       | 47 Ag                       | 48 Cd                       | 49 In                       | 50 Sn                       | 51 Sb                       | 52 Te                       | 53 I                        | 54 Xe                       |
| 6 | 55 Cs                       | 56 Ba                       | 57 La                       | * ×1                                          | 72 Hf                       | 73 Ta                       | 74 W                        | 75 Re                       | 76 Os                       | 77 Ir                       | 78 Pt                       | 79 Au                       | 80 Hg                       | 81 Tl                       | 82 Pb                       | 83 Bi                       | 84 Po                       | 85 At                       | 86 Rn                       |
| 7 | 87 Fr                       | 88 Ra                       | 89 Ac                       | * ×1                                          | 104 Rf                      | 105 Db                      | 106 Sg                      | 107 Bh                      | 108 Hs                      | 109 Mt                      | 110 Ds                      | 111 Rg                      | 112 Cn                      | 113 Nh                      | 114 Fl                      | 115 Mc                      | 116 Lv                      | 117 Ts                      | 118 Og                      |
| |                             |                             |                             |                                               |                             |                             |                             |                             |                             |                             |                             |                             |                             |                             |                             |                             |                             |                             |                             |
| * ×1 | * ×1                        | * ×1                        | * ×1                        | * ×1                                          | 58 Ce                       | 59 Pr                       | 60 Nd                       | 61 Pm                       | 62 Sm                       | 63 Eu                       | 64 Gd                       | 65 Tb                       | 66 Dy                       | 67 Ho                       | 68 Er                       | 69 Tm                       | 70 Yb                       | 71 Lu                       |                             |
| * ×1 | * ×1                        | * ×1                        | * ×1                        | * ×1                                          | 90 Th                       | 91 Pa                       | 92 U                        | 93 Np                       | 94 Pu                       | 95 Am                       | 96 Cm                       | 97 Bk                       | 98 Cf                       | 99 Es                       | 100 Fm                      | 101 Md                      | 102 No                      | 103 Lr                      |                             |
| |                             |                             |                             |                                               |                             |                             |                             |                             |                             |                             |                             |                             |                             |                             |                             |                             |                             |                             |                             |
| \| блок \| блок \| блок \| блок \| Боја позадине показује блок периодног система \| Примордијални Од распада Синтетички Руб показује налажење елемента у природи |                             |                             |                             |                                               |                             |                             |                             |                             |                             |                             |                             |                             |                             |                             |                             |                             |                             |                             |                             |
| блок | блок                        | блок                        | блок                        | Боја позадине показује блок периодног система |                             |                             |                             |                             |                             |                             |                             |                             |                             |                             |                             |                             |                             |                             |                             |

### s блок
блок се налази на левој страни периодног система која укључује елементе првих двеју колона, алкалне метале (1. група),  земноалкалне метале (2. група) и хелијум. Хелијум је контроверзан елемент за научнике јер може да се постави или у блок или у блок, али већина научника се слаже да хелијум треба да буде на врху 18. групе односно изнад неона (атомски број 10) зато што има много својстава као и елементи 18. групе.
Већина елемената блока су високо реактивни метали због лакоће којом њихове спољашње орбитале стварају везе једињења. Елементи прве периоде у овом блоку су, међутим, неметали.
Водоник је високо реактиван у погледу своје хемије, као што је случај и са осталим елементима блока; како год, хелијум је готово нереактиван племенити гас.
Елементе блока спаја чињеница да су њихови валентни електрони (они спољашњи) сви у орбиталама. орбитала је један сферичан облак који може да садржи само један пар електрона; тако се блок састоји само од две колоне у периодном систему. Елементи у 1. колони, са једним валентним електроном орбитале, најреактивнији су у свом блоку. Елементи у 2. колони имају два орбитална валентна електрона и (изузев хелијума) сви су само мало мање реактивни у односу на оне из прве колоне.

### p блок
блок се налази на десној страни периодног система и укључује елементе од шест колона, почев од 13. па до 18. групе. Хелијум, иако је смештен на врху 18. групе, није део блока.
блок је дом највећем броју различитих елемената и једини је блок који садржи све три типа елемената: метале, неметале и металоиде. Генерално говорећи, елементи блока најбоље се могу описати узимајући у обзир њихов тип или групу.
Елементе блока спаја чињеница да су њихови валентни електрони (они спољашњи) сви у орбиталама. орбитала се састоји од шест елиптичних облика који су међусобно постављени под једнаким угловима и имају исту централну тачку. орбитала може да има максимално шест електрона, па је тако и шест колона у блоку. Елементи у 13. колони, првој колони блока, имају један орбитални електрон. Елементи у 14. колони, другој колони блока, имају два орбитална електрона. Тренд се наставља на овај начин све до 18. колоне, која има шест орбиталних електрона.

#### Метали
Метали блока имају класичне карактеристике метала: сјајни су, добри су проводници топлоте и електрицитета, те губе своје електроне веома лако. Генерално, ови метали имају високе тачке топљења и добро реагују са неметалима у стварању јонских једињења. Јонска једињења настају када се позитивни јон (катјон) метала веже са негативним јоном (анјон) неметала.
Од великог броја метала блока, неки имају фасцинантна својства. Галијум, смештен у трећем реду 13. колоне, метал је који може да се отопи у длану руке. Калај, смештен у четвртом реду 14. колоне, заступљен је, флексибилан и веома користан метал; важан је део многих металних легура као што је бронза, лем или пјутер.
Одмах испод калаја своје место је нашло олово, отровни метал. Древни народи су користили олово за многе потребе: прављење заслађивача за храну, израда глазура за керамику, ливање прибора за јело и сл. Сумњало се да је тровање оловом повезано са падом римске цивилизације, али даљим истраживањем показано је да је то скоро па немогуће. Олово се користило веома дуг временски период за производњу боја. Тек је последњег века уведена забрана коришћења оловних боја због његове токсичне природе.

#### Металоиди
Металоиди имају својства и метала и неметала, али појам металоид нема стриктну дефиницију. Сви елементи који се најчешће сврставају у металоиде су у блоку: бор, силицијум, германијум, арсен, антимон и телур. Металоиди теже поседовању мање електричне проводности него метали, али веће него неметали. Такође теже формирању хемијских веза слично као и неметали, али постоји могућност растварања у металним легурама без ковалентних или јонских веза. Додаци металоида могу побољшати својства металних легура, понекад парадоксално својим привидним својствима. Неки могу имати добру електричну проводност, велику отпорност на корозију, велику дуктилност или флуидност у растопљеном стању итд., те тако легуре учинити бољим.
- Бор има много својстава налик угљенику, али је веома редак. Много се користи, у разне сврхе; на пример, као допирајућа примеса за полупроводнике типа П.
- Силицијум је можда најпознатији металоид. Други је најзаступљенији елемент у Земљиној кори и један од главних састојака у процесу израде стакла. Користи се за израду полупроводничких кругова, затим великих прекидача и диода са јаким струјама, као и микрочипова за рачунаре и друге електронске уређаје. Такође се користи у одређеним металним легурама, на пример да побољша својства ливења алумијиума. Силицијум је толико битан за технологију и технолошку индустрију да је Силицијумска долина у Калифорнији названа баш по њему.
- Германијум има својства веома слична силицијуму, али овај елемент је много теже наћи. Некада се често користио због својих полупроводничких својстава, слично као што се силицијум користи данас; има нека изузетна својства у односу на друге елементе, али данас је у индустрији постао ретко коришћен материјал.
- Арсен је отровни металоид који се током историје користио као додатак металним легурама, бојама, па чак и шминки.
- Антимон се користи као саставни део легура које се праве ливењем, као што је метал за штампарије.

Елементи који се нису увек сматрали металоидима:
- Угљеник, који је у истој колони у којој се налази и силицијум и германијум, има солидну електричну проводност за разлику од већине осталих неметала; неретко се нађе као пожељан или непожељан конституент у траговима код одређених металних легура, као што је челик.
- Фосфор има између осталог металуршку употребу, на пример као саставни део неких легура бакра.
- Селен, некад коришћен највише као полупроводнички материјал, такође се користи за повећавање квалитета металних легура.
- Алуминијум се дејуре сматра металом; међутим, овај елемент иначе има неких металоидних и неметалних својстава, као што су негативна стања оксидације.

#### Племенити гасови
Некада под именом инертни гасови, племенити гасови су своје ново име добили зато што постоји још неколико гасова који су инертни али нису племенити (нпр. азот). Смештени су у најдешњој колони периодног система, такође познатој и као нулта група или 18. група. Племенити гасови се такође зову аерогени, али  овај назив групе не прихвата као званичан.
Сви племенити гасови имају попуњене спољашње љуске са осам електрона. Међутим, на врху племенитих гасова налази се хелијум, са љуском која је попуњена са само два електрона. То што су њихове спољашње љуске пуне значи да ретко реагују са другим елементима, што је и довело до надевања првобитног епитета инертан (непокретан, тром).
Због својих хемијских својстава, ови гасови се такође користе у лабораторијама за стабилизацију реакција које би се иначе одвиле пребрзо. Како се атомски бројеви повећавају, елементи постају ређе заступљени, и то не само у природи већ такође и као корисни елементи.
- Хелијум је напознатији по својој малој густини; користи се за безбедну израду пловних делова који силом потиска у ваздуху држе цепелине и балоне.
- Неон је познат као црвено-жути сјајни медијум у старим сигналним лампама и знаковима мале снаге.
- Аргон је коришћен као заштитни гас при MIG и TIG заваривању.
- Ксенон је коришћен као плазма медијум у лучним лампама велике густине са волфрамовим електродама; аутомобилска ксенонска светла, међутим, у већини случајева представљају сијалице са живиним испарењима и ксеноном ниског притиска, чиме се помаже стварање лука и добијање светлости.
- Криптон је доста коришћен као медијум лучних лампи; њиме су се пуниле енергетски некада најефикасније инкадесцентне сијалице, али је замењен халогенском технологијом.
- Радон је радиоактиван и један од најгушћих елемената који остају у гасовитом стању на собној температури.

#### Халогени
Друга колона с десне стране периодног система, 17. група — ово је халогенска породица елемената. Овим елементима недостаје само један електрон да би имали пуне љуске. Пошто су веома близу максималног попуњавања љуски, имају особину да се вежу са великим бројем различитих елемената и веома су реактивни. Често се налазе у вези са металима и елементима прве групе, зато што ови елементи имају само један слободан електрон који халогене доводи до стабилности (осам електрона у спољашњој љусци).
Сви халогени реагују различитим интензитетом. Флуор је најреактивнији и веже се са већином елемената окружења у периодном систему. Као што је то случај и са другим колонама, реактивност се смањује како се атомски број повећава.
Када се халоген споји са другим елементом, резултујуће једињење се зове халид. Један од најбољих примера халида је натријум хлорид (NaCl).

### d блок
блок се налази у средини периодног система и укључује елементе од 3. до 12. колоне. Ови елементи су такође познати и као прелазни метали зато што одражавају прелазност односно показују периодичност у својим својствима.
Сви елементи блока су метали који имају два или више начина формирања хемијске везе. Како је разлика у енергијама различитих орбиталних електрона релативно мала, број електрона који учествује у хемијском везивању може да варира. Ово резултује особином да један елемент има два или више стања оксидације, што одређује тип и број његових најближих суседа у хемијским једињењима.
Елементе блока спаја чињеница да су њихови валентни електрони (они спољашњи) сви у орбиталама; немају ниједан електрон орбитале. орбитале садрже до пет парова електрона; тако блок обухвата десет колона у периодном систему.

### f блок
блок се налази у централном левом делу периодног система формата 32 колоне, односно представља фуснотни додатак система са 18 колона. Елементи овог блока обично се не сматрају делом иједне групе. Већином се називају унутрашњим прелазним металима јер омогућавају смену између блока и блока у 6. и 7. реду (периоди), на исти начин као што прелазни метали пружају мост за смену између блока и блока у 4. и 5. реду.
Познати елементи блока долазе у два реда, лантаноиди 6. периоде и радиоактивни актиноиди 7. периоде. Сви су метали. Пошто су орбитални електрони мање битан фактор који утиче на карактеристичну хемију ових елемената, њихова хемијска својства већином одређују спољашњи орбитални електрони. Следствено томе, много је мање хемијске разноликости унутар блока него унутар ,  или  блока.
Елементе блока спаја чињеница да су њихови валентни електрони (они спољашњи) сви у орбиталама; немају ниједан електрон  или  орбитале. орбитале садрже до седам парова електрона; тако блок обухвата четрнаест колона у периодном систему.

### g блок
блок је хипотетички блок елемената у проширеном периодном систему за чије се спољашње електроне верује да ће да буду сви у орбиталама, без електрона ,  или  орбитале.